# Physeterostemon
Physeterostemon é um género de plantas com flores pertencentes à família Melastomataceae.
A sua área de distribuição nativa encontra-se no Nordeste do Brasil.
Espécies:
- Physeterostemon aonae Amorim, Michelang. & R.Goldenb.
- Physeterostemon fiaschii R.Goldenb. & Amorim
- Physeterostemon gomesii Amorim & R.Goldenb.
- Physeterostemon jardimii R.Goldenb. & Amorim
- Physeterostemon thomasii Amorim, Michelang. & R.Goldenb.